# Озу, Полин
Поли́н Озу́, имя при рождении Жанна Мари Катрин Демарке (фр. Pauline Auzou, Jeanne-Marie-Catherine Desmarquets; 24 марта 1775, Париж — 15 мая 1835, там же) — французская художница: живописец, рисовальщица и гравёр; представительница ампира, автор портретов, жанровых и исторических картин.

## Биография и творчество
Жанна-Мари-Катрин-Демарке родилась 24 марта 1775 года в Париже. Впоследствии предпочитала называть себя «Полин». Училась живописи у Жана-Батиста Реньо, бывшего в те годы соперником Жака-Луи Давида. Вышла замуж за коммерсанта Шарля-Мари Озу, с которым имела пятерых детей. На протяжении двадцати лет (приблизительно с 1800 по 1820 год) держала студию для женщин, учившихся живописи.
Уже в возрасте восемнадцати лет Полин Озу выставила свои первые работы — «Вакханку» и «Этюд головы» — в Парижском салоне. Далеко не все её работы того периода сохранились, но можно предположить, что в них присутствовало сильное влияние Ж.-Б. Реньо. Интересно, что в годы обучения у него Полин создавала, в числе прочего, академические этюды обнажённой натуры, причём как женских фигур, так и мужских.
Среди ранних работ Озу преобладали портреты и сцены из греческой истории и мифологии. В конце 1790-х — начале 1800-х годов в её творчестве стали появляться более сентиментальные сцены, представлявшие женщин в их повседневной жизни. После 1800 года в работах Озу стало заметно влияние Энгра, что выразилось, в частности, в сглаживании форм и умеренном использовании кьяроскуро. Одна из её наиболее известных работ того времени, «Первое кокетство» (фр. Premier sentiment de coquetterie, 1804), изображает юную девушку, примеряющую в отсутствие родителей материнские платье и драгоценности. В отличие от Грёза, часто изображавшего юных дев рядом с разбитыми или сломанными предметами — намёк на потерю девственности — Полин Озу показывает девушку, безмятежно радующуюся своей зарождающейся женственности.
В 1800-е годы Озу также начала писать картины в так называемом «стиле трубадуров», входившем в то время в моду. В 1808 году она получила в Салоне медаль первого класса и продолжала регулярно выставляться вплоть до 1817 года.
В 1810 году Полин Озу создала первую из двух своих картин, связанных с наполеоновской темой: «Прибытие императрицы Марии-Луизы в Компьень» (фр. L'Arrivée de S. M. l'impératrice dans la galerie du château de Compiègne). На ней изображён Наполеон со своей новой супругой, которых осыпают цветами девочки в белых одеждах. После этого Полин Озу была назначена ежегодная стипендия в размере от 2000 до 4000 франков.

## Галерея

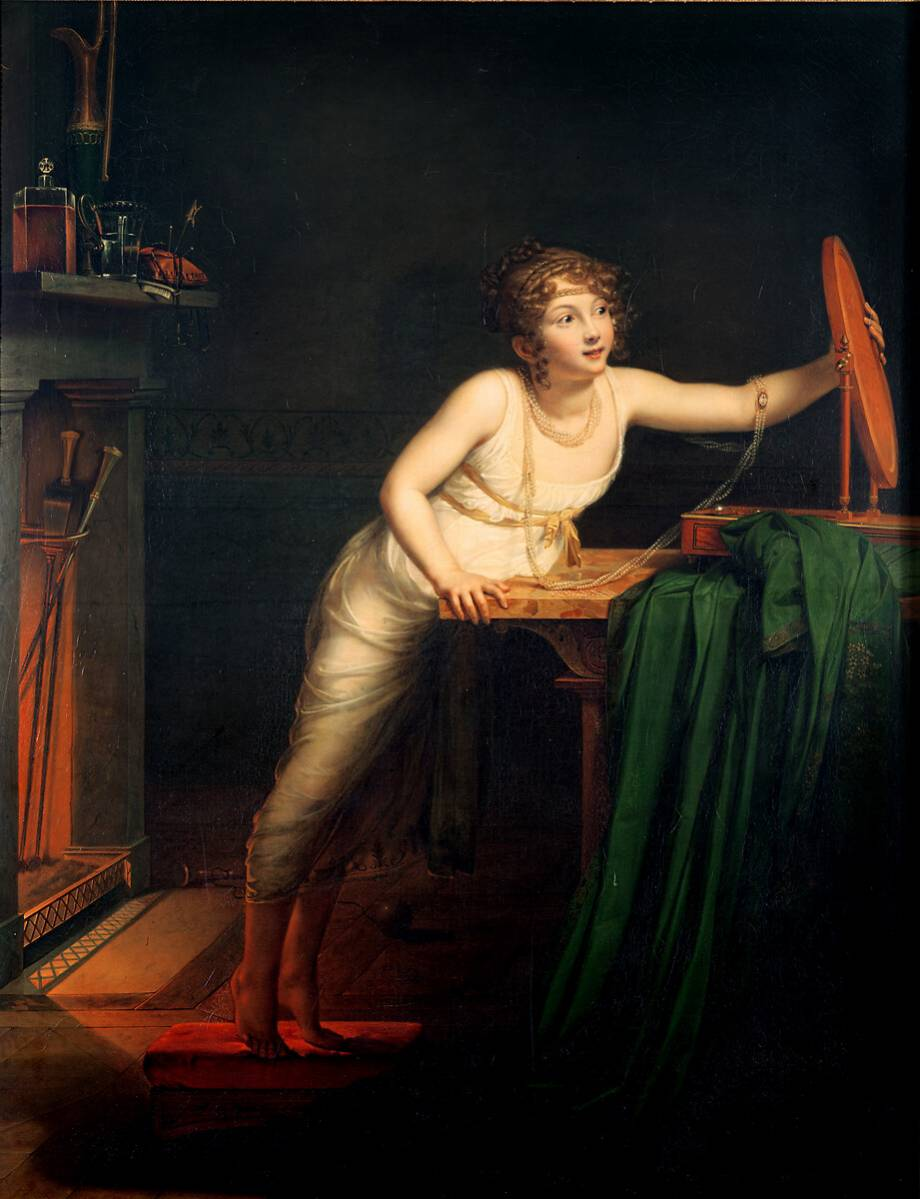
Первое кокетство. 1804, частное собрание
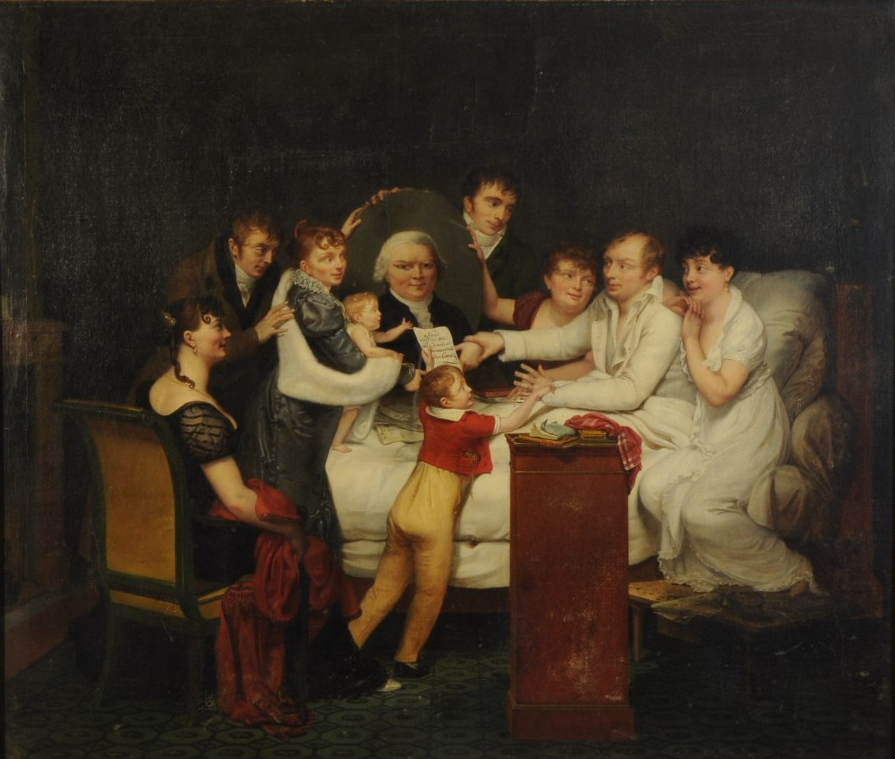
Месье Пикар и его семья. 1807
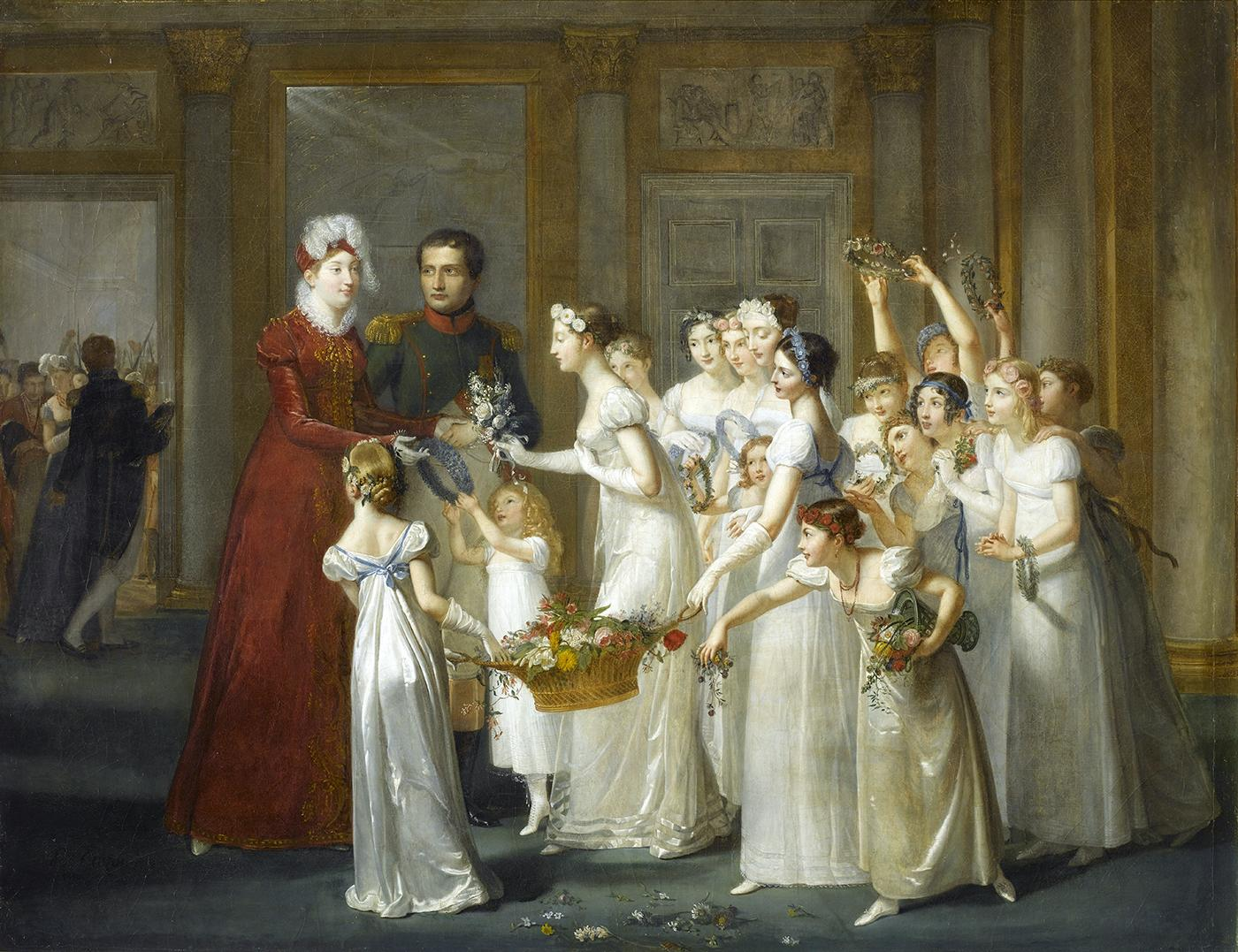
Визит эрцгерцогини Марии-Луизы в Компьень 28 марта 1810 года
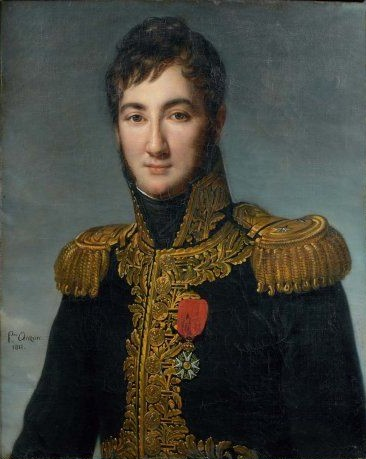
Портрет генерала Жозефа Шарбоннеля. 1812, частное собрание
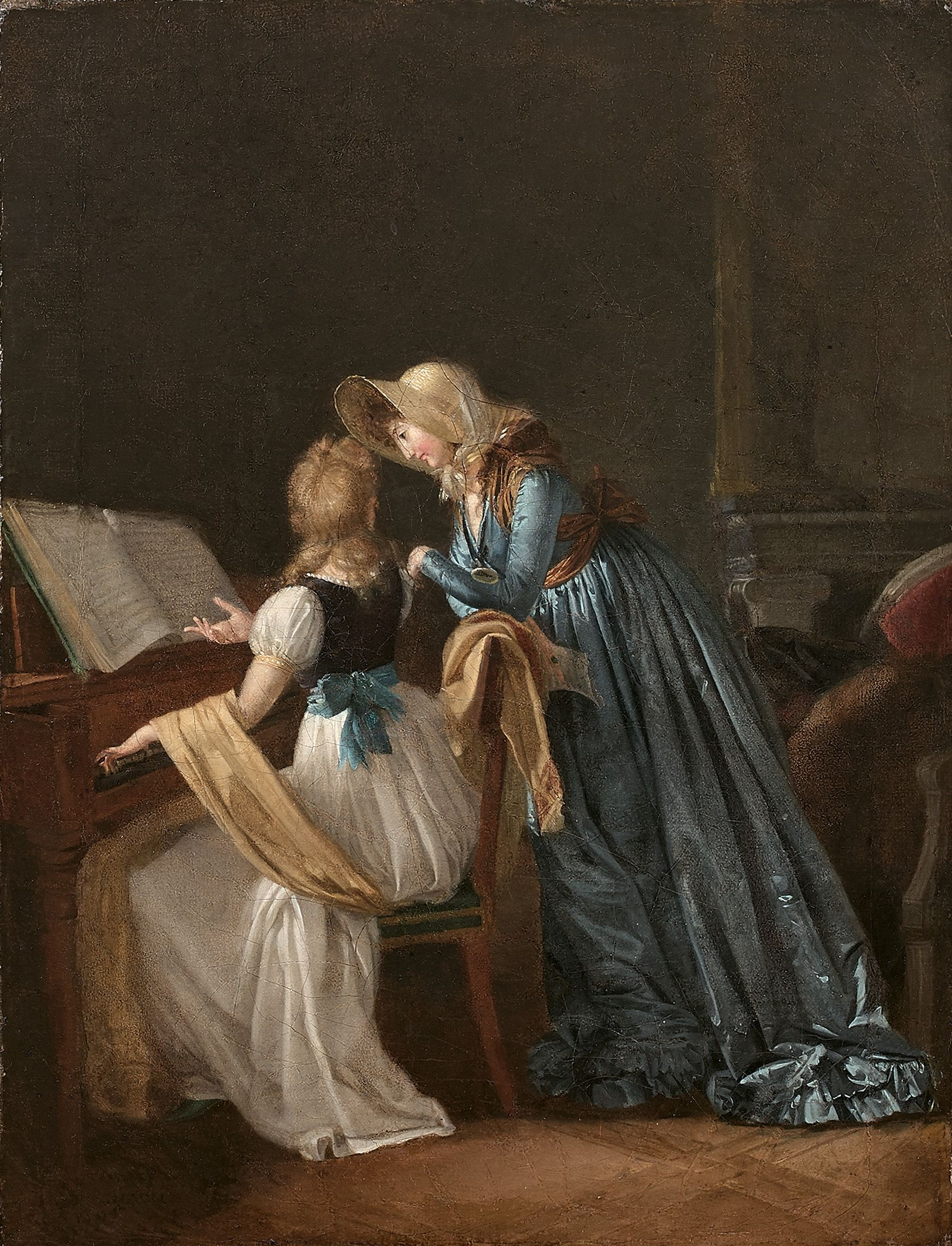
Урок музыки